# شعيب بن إسماعيل الكيالي
شعيب بن إسماعيل الكيالي (1704-1758 م، 1116-1172 هـ) ولد في إدلب وتوفي في طريق الحج من مصر. هو عالم وكاتب راحل. انتقل إلى حلب عام 1143ودرس في المدرسة العثمانية، وقرأ على مدرسها الشيخ محمود الأنطاكي. دفن في قرية طربنا بحلب.

## مؤلفاته
| م | العمل                                 | موضوعه          | مراجع       |
| - | ------------------------------------- | --------------- | ----------- |
| 1 | الدر المنضود                          | رسالة في التصوف | [ 2 ] [ 4 ] |
| 2 | تدريب الواثق                          | مختصر في الفقه  | [ 2 ] [ 4 ] |
| 3 | كشف النقاب المجازي عن دالية ابن حجازي |                 | [ 2 ] [ 5 ] |
| 4 | كفاية التائق إلى تدريب الوامق         |                 | [ 6 ]       |